# هايني ساند
هايني ساند (بالإنجليزية: Heinie Sand)‏ هو لاعب كرة قاعدة أمريكي، ولد في 3 يوليو 1897، وتوفي في 3 نوفمبر 1958 في سان فرانسيسكو في الولايات المتحدة.

## وصلات خارجية
- هايني ساند على موقعبيزبول رفرنس.كوم (الدوري الرئيسي) (الإنجليزية)
- هايني ساند على موقعبيزبول رفرنس.كوم (الدوري الثانوي) (الإنجليزية)